# Ted Berry
Ted Berry, né le 4 juin 1972, à Richmond, en Virginie, est un ancien joueur américain de basket-ball. Il évolue au poste d'arrière.

## Palmarès
- MVP de la British Basketball League 1999
- All-Star de la British Basketball League 1998, 1999, 2000, 2001, 2002